# Hard Candy (dänische Band)
Hard Candy (ursprünglicher Name Rogue State) ist eine Indie-Elektro-Rock-Band aus Dänemark.

## Geschichte
Hard Candy wurde vom Sänger Julian Winding 2005 zusammen mit seinem Cousin Max Winding (Schlagzeug), Tim Hede Jensen (ebenfalls Schlagzeug) und Lars Poulsen (Synthesizer) gegründet. Zunächst spielte die Band Punk, stieg aber auf Elektrorock um. Der Sound der Band entwickelte sich aus einem ursprünglichen Missgeschick, das sich als Glücksfall erwies, als die Gitarre Julian Windings kaputtging und die Band ersatzweise auf Computerklänge zurückgreifen musste. Die erste Single war El Ectro, die nachfolgende Just Another Face, 2009 erschien das Album Rogue State, benannt nach dem ursprünglichen Bandnamen, den die Band ändern musste, da bereits eine andere Band diesen Namen trug.
Hard Candy veröffentlichen bei der Plattenfirma Mermaid Records, einem Unterlabel von Sony BMG Music Entertainment.

## Sonstiges
Julian Winding ist der älteste Sohn der Schauspielerin Brigitte Nielsen und des dänischen Musikers Kasper Winding.

## Diskografie

### Singles
- 2005: El Ectro
- 2005: Tomorrow
- 2005: Just Another Face
- 2005: Lollipop
- 2005: Suppressor
- 2005: Boner-Bot
- 2005: El Ectro vs. Elle Diablo

### Album
- 2009: Rogue State